# Nationaal park Maiko
Het Nationaal Park Maiko is een nationaal park in het oosten van de Democratische Republiek Congo. Het ligt in een van de meest afgelegen bosgebieden van het land en beslaat 10.885 km2. Het park is verdeeld in drie sectoren, verspreid over de provincies Maniema en Noord-Kivu. Drie van de spectaculaire endemische dieren van het land kwamen hier voor: de laaglandgorilla, de okapi en de Congopauw. Maiko is ook een belangrijk gebied voor het behoud van de Afrikaanse bosolifant, de oostelijke chimpansee en de watercivetkat.

## Oprichting
In 1949 creëerde het Belgische koloniale bestuur het Bakumu Jachtreservaat ( de Kumu zijn de inheemse stam in de regio) in een gebied dat later de grenzen zou omvatten van het park zoals we dat nu kennen. Oorspronkelijk zou het in de bedoeling hebben gelegen de mijnbouw in het gebied te beletten, eerder dan de bescherming van flora en fauna. Op 20 november 1970 ondertekende president Mobutu decreet nr. 70-312, in het kader van de wet waarmee het Congolees Instituut voor Natuurbehoud (ICCN) was opgericht. Hiermee werd het Nationaal Park Maiko een volwaardig natuurbeschermingsgebied.

## Rebellen
De ontoegankelijke aard van dit gebied zonder wegennet maakte het voor sommige Simba-rebellen ideaal om zich terug te trekken na hun nederlaag in 1964. Sindsdien verdienen zij een schamel bestaan door het stropen van wilde dieren en het controleren van illegale mijnbouwactiviteiten binnen Maiko. De aanwezigheid van de Simba's komt ook voort uit het onvermogen van de bestuursorganen om de in het decreet van 1970 voorgeschreven compenserende maatregelen uit te voeren. Deze precaire veiligheidssituatie heeft het voor de rangers moeilijk gemaakt om in het park te patrouilleren, vooral nadat het ICCN door het Congolese leger werd gedwongen te gidsen bij hun aanvallen op de Simba’s. Bovendien werd het wildbeheer belemmerd door de aanwezigheid van rebellen, met als hoogtepunt de gijzeling van verscheidene onderzoeksteams, tussen 2003 en 2005. Van ten minste drie andere rebellengroepen is bekend dat zij ook actief zijn in verschillende delen van het park, waaronder de Rwandese Interahamwe in het oosten. Al deze bedreigingen samen zorgen ervoor dat het ICCN absoluut geen controle heeft over het parkgebied.

## Natuurbehoud
De eerste grondige verkenning van de Maiko dateert van 1989, toen de Wildlife Conservation Society (WCS), geholpen door het ICCN (toen nog ZICN) en gesteund door de Wereldbank, de Europese Gemeenschap en het WWF, het gebied binnentrok en een dwarsdoorsnede van ongeveer 950 km in kaart bracht. De WCS onderzocht de noordelijke sector verder in 2005. Het  Dian Fossey Gorillafonds verrichtte in 2005 tien jaar lang onderzoek van de zuidelijke sector van het park, en documenteerde een gorillapopulatie die wijder verspreid was dan uit eerdere onderzoeken was gebleken. De WCS heeft in 2006 een extra blok in de zuidelijke sector onderzocht. Uit deze onderzoeken samen bleek dat Maiko zeer bedreigd is, maar toch een belangrijk reservoir van endemische en zeldzame soorten herbergt.
Een onderzoek uit 2010, gericht op de bossen ten westen en zuiden van het park, liet zien dat de bedreigingen sinds 2005 waren toegenomen en documenteerde ook het uitsterven van een van de nieuwe gorilla-subpopulaties die in de onderzoeken van 2005 waren geregistreerd. Alle waarnemingen wijzen op intense jachtdruk door mijnwerkers en het algemeen gebruik van geweren, een ernstige bedreiging voor de resterende dierenpopulaties.
Een nieuwe benadering van natuurbehoud is de invoering van compensatiemaatregelen voor Simba’s die het park willen verlaten. Zo is in 2010 Fauna and Flora International begonnen met de bouw van gezondheidscentra en scholen in dorpen die binnen de invloedszone van de Simba’s vallen. Hetzelfde jaar lanceerde de Frankfurt Zoological Society een ambitieus project om het probleem van de Simba’s te keren door sommigen van hen aan te werven als parkwachters en zo een sociale re-integratie mogelijk te maken die rechtstreeks ten goede zou komen aan het natuurbehoud in Maiko.